# 苏丹慕沙·基阿图丁沙
苏丹慕沙·基阿图丁沙（1893年12月9日—1955年11月8日）是第七任雪兰莪苏丹，在日本入侵马来亚后被日军擁立為雪兰莪苏丹實為日本傀儡。英国解放马来亚后被废。